# Веймарн, Пётр Евстафьевич
Пётр Евстафьевич Веймарн (Пётр Астафьевич Ваймарн; Петер Генрих фон Веймарн; нем. Peter Heinrich von Weymarn; 1749 — 1810) — русский военный деятель, генерал-майор. В молодости — адъютант А. В. Суворова.

## Биография
Из остзейского немецкого дворянского рода Веймарнов. Сын Евстафия Ивановича (Германа Густава) Веймарна (нем.; 1717—1771), депутата Уложенной комиссии от Лифляндской губернии. Образование получил в Артиллерийском и инженерном корпусе (1762—1765), откуда бы выпущен штык-юнкером в пехоту. В 1770 году — поручик. Два года спустя, с повышением до ротмистра (аналог пехотного капитана), переведён в Орденский кирасирский полк, где служил в 1772—1781 годах.
Будучи офицером Орденского кирасирского полка, участвовал в военных действиях в Польше против барских конфедератов. Был в это время секретарём и адъютантом А. В. Суворова (тогда — генерал-майора), вёл его переписку на немецком и французском языках. Отличился в сражении при Столовичах и при штурме Краковского замка, во время которого был ранен в руку и в ногу. 
В 1781 году был повышен до секунд-майора и переведён в Казанский кирасирский полк. 
В 1784 году Веймарн, страдая от последствий старых ран, вышел в отставку и перешёл на гражданскую службу. Несколько лет он служил в Ревеле (Таллинне) начальником таможни, а затем заседателем в Рождественском уездном суде. Важный поворот в карьере Веймарна произошёл в 1797 году, когда он был назначен директором Дома военного воспитания в Москве (будущего Павловского военного училища). Шестилетняя служба Веймарна на этой должности сделала его влиятельным человеком. Он был произведён в генерал-майоры, награждён орденами, и получил три мызы в Лифляндской губернии в бесплатное  пользование на 12 лет. В 1803 году генерал-майор Веймарн окончательно вышел в отставку.
Скончался в июле 1810 года и был похоронен в Нарве.